# Copa Brasil de Voleibol Masculino de 2022
A Copa Brasil de Voleibol Masculino de 2022 foi a décima edição desta competição organizada pela Confederação Brasileira de Voleibol através da Unidade de Competições Nacionais. Participaram do torneio oito equipes, de acordo com a posição delas no primeiro turno da Superliga Brasileira A 2021-22. Ocorreu de 19 a 28 de janeiro. A fase quartas de final foi disputada no ginásio do time de melhor campanha no confronto, em jogo único. Já as semifinais e a final, também em jogo único, foram disputadas no Ginásio Sebastião Cruz "Galegão", na cidade de Blumenau, Santa Catarina.
O Minas Tênis Clube venceu o Vôlei Renata/Campinas na final inédita e faturou o título da competição pela primeira vez, garantindo vaga na Supercopa de 2022 e no Sul-Americano de Clubes de 2022 e encerrando um jejum de 15 anos sem títulos.

## Regulamento
Classificaram-se para a disputa da Copa Brasil de 2022 as oito melhores equipes do primeiro turno da fase classificatória da Superliga Brasileira de Voleibol Masculino de 2021–22 - Série A. O torneio foi disputado em sistema de eliminatória simples, em jogos únicos, dividido em três fases: quartas de final, semifinais e final.
Nas quartas de final, os confrontos foram baseados na posição de cada participante da tabela da referida Superliga Brasileira A, conforme a seguir: 1º x 8º,  2º x 7º , 3º x 6º  e  4º x 5º, os vitoriosos destas partidas passaram às semifinais, a partida semifinal ocorreu entre o Vencedor (1º x 8º) x Vencedor (4º x 5º) e na outra partida da referida fase tivemos o Vencedor (2º x 7º) x Vencedor (3º x 6º), definindo assim os dois finalistas. Os jogos da quartas de final tiveram como mandantes os quatro melhores times da Superliga Brasileira A, e as semifinais e a final foram realizadas no Ginásio Galegão, na cidade de Blumenau, em Santa Catarina.

## Participantes
| Equipe                     | Cidade         | Ginásio                         | Capacidade | Posição no primeiro turno de 2021/2022 |
| -------------------------- | -------------- | ------------------------------- | ---------- | -------------------------------------- |
| Minas                      | Belo Horizonte | Arena Minas Tênis Clube         | 3650       | 1º                                     |
| Sada Cruzeiro              | Contagem       | Ginásio Poliesportivo do Riacho | 2000       | 2º                                     |
| SESI-SP                    | São Paulo      | Ginásio do Sesi                 | 800        | 3º                                     |
| Vôlei Renata/Campinas      | Campinas       | Ginásio do Taquaral             | 2600       | 4º                                     |
| Vedacit Vôlei Guarulhos    | Guarulhos      | Ginásio Ponte Grande            | 3000       | 5º                                     |
| APAN/Blumenau              | Blumenau       | Arena Multiuso                  | 3000       | 6º                                     |
| Farma Conde São José Vôlei | Itapetininga   | Ginásio Ayrton Senna            | 1000       | 7º                                     |
| FUNVIC/Natal               | Natal          | Ginásio Nélio Dias              | 10000      | 8º                                     |

## Resultados
|  | Quartas-de-final | Quartas-de-final           | Quartas-de-final        |                       |                       | Semifinais    | Semifinais | Semifinais |  |  | Final | Final | Final |
|  |                  |                            |                         |                       |                       |               |            |            |  |  |       |       |       |
|  | 1º               | Minas                      | 3                       |                       |                       |               |            |            |  |  |       |       |       |
|  | 8º               | FUNVIC/Natal               | 1                       |                       |                       |               |            |            |  |  |       |       |       |
|  | 8º               | FUNVIC/Natal               | 1                       |                       | 1º                    | Minas         | 3          |            |  |  |       |       |       |
|  |                  |                            |                         |                       | 1º                    | Minas         | 3          |            |  |  |       |       |       |
|  |                  | 5º                         | Vedacit Vôlei Guarulhos | 1                     |                       |               |            |            |  |  |       |       |       |
|  | 4º               | 5º                         | Vedacit Vôlei Guarulhos | 1                     | SESI-SP               | 2             |            |            |  |  |       |       |       |
|  | 4º               |                            |                         |                       | SESI-SP               | 2             |            |            |  |  |       |       |       |
|  | 5º               | Vedacit Vôlei Guarulhos    | 3                       |                       |                       |               |            |            |  |  |       |       |       |
|  |                  |                            |                         |                       |                       |               |            |            |  |  | 1º    | Minas | 3     |
|  |                  |                            | 3º                      | Vôlei Renata/Campinas | 0                     |               |            |            |  |  |       |       |       |
|  | 2º               | Sada Cruzeiro              | 3^                      |                       |                       |               |            |            |  |  |       |       |       |
|  | 7º               | Farma Conde São José Vôlei | 0                       |                       |                       |               |            |            |  |  |       |       |       |
|  | 7º               | Farma Conde São José Vôlei | 0                       |                       | 2º                    | Sada Cruzeiro | 2          |            |  |  |       |       |       |
|  |                  |                            |                         |                       | 2º                    | Sada Cruzeiro | 2          |            |  |  |       |       |       |
|  |                  | 3º                         | Vôlei Renata/Campinas   | 3                     |                       |               |            |            |  |  |       |       |       |
|  | 3º               | 3º                         | Vôlei Renata/Campinas   | 3                     | Vôlei Renata/Campinas | 3             |            |            |  |  |       |       |       |
|  | 3º               |                            |                         |                       | Vôlei Renata/Campinas | 3             |            |            |  |  |       |       |       |
|  | 6º               | APAN/Blumenau              | 0                       |                       |                       |               |            |            |  |  |       |       |       |

Nota
OBS: ^  Nas quartas de final devido aos novos casos de COVID-19 no elenco do Farma Conde São José Vôlei a partida foi cancelada e por falta de tempo hábil para novo embate, a equipe foi declarada desclassificada e perdeu por W.O.

### Quartas de final
A tabela oficial dos jogos foi divulgada em 7 de Janeiro de 2022 pela CBV.
Resultados
| 19 de janeiro de 2022 19:00 Relatório | Minas | 3 — 1                   | FUNVIC/Natal | Arena Minas Tênis Clube, Belo Horizonte |
| 19 de janeiro de 2022 19:00 Relatório | 23 25 | Set 1 Set 2 Set 3 Set 4 | 25 15 21     | Arena Minas Tênis Clube, Belo Horizonte |

| 19 de janeiro de 2022 21:30 Relatório | Vôlei Renata/Campinas | 3 — 0             | APAN/Blumenau | Ginásio do Taquaral, Campinas |
| 19 de janeiro de 2022 21:30 Relatório | 25                    | Set 1 Set 2 Set 3 | 17 20 21      | Ginásio do Taquaral, Campinas |

| 20 de janeiro de 2022 19:00 Relatório | SESI-SP        | 2 — 3                         | Vedacit Vôlei Guarulhos | Ginásio do Sesi, São Paulo |
| 20 de janeiro de 2022 19:00 Relatório | 25 18 20 25 11 | Set 1 Set 2 Set 3 Set 4 Set 5 | 19 25 21 15             | Ginásio do Sesi, São Paulo |

| 20 de janeiro de 2022 20:30 Relatório | Sada Cruzeiro | 3 — 0             | Farma Conde São José | Ginásio do Riacho, Contagem |
| 20 de janeiro de 2022 20:30 Relatório | 25            | Set 1 Set 2 Set 3 | 0                    | Ginásio do Riacho, Contagem |

### Semifinais
Resultados
| 27 de janeiro de 2022 19:00 Relatório | Minas    | 3 — 1                   | Vedacit Vôlei Guarulhos | Ginásio Galegão, Blumenau |
| 27 de janeiro de 2022 19:00 Relatório | 25 21 25 | Set 1 Set 2 Set 3 Set 4 | 19 12 25 22             | Ginásio Galegão, Blumenau |

| 27 de janeiro de 2022 21:30 Relatório | Sada Cruzeiro | 2 — 3                         | Vôlei Renata/Campinas | Ginásio Galegão, Blumenau |
| 27 de janeiro de 2022 21:30 Relatório | 21 25 27 13   | Set 1 Set 2 Set 3 Set 4 Set 5 | 25 27 25 15           | Ginásio Galegão, Blumenau |

### Final
Resultado
| 28 de janeiro de 2022 21:30 Relatório | Minas | 3 — 0             | Vôlei Renata/Campinas | Ginásio Galegão, Blumenau |
| 28 de janeiro de 2022 21:30 Relatório | 25    | Set 1 Set 2 Set 3 | 18 15 21              | Ginásio Galegão, Blumenau |

## Classificação final
| Posição | Equipe                     |
| ------- | -------------------------- |
|         | Minas TC                   |
|         | Vôlei Renata/Campinas      |
|         | Sada Cruzeiro              |
| 4º      | Vedacit Vôlei Guarulhos    |
| 5º      | SESI-SP                    |
| 6º      | FUNVIC/Natal               |
| 7º      | APAN/Blumenau              |
| 8º      | Farma Conde São José Vôlei |

| Copa Brasil de 2022          |
| Minas Gerais                 |
| ---------------------------- |
| Minas TC Campeão (1º título) |